# Cabot Island
Cabot Island är en ö i Kanada.   Den ligger i territoriet Nunavut, i den östra delen av landet, 1 800 km nordost om huvudstaden Ottawa. Cabot Island bildar tillsammans med grannön Pert Island ögruppen Cape Chidley Islands.